# 格雷芬塔尔
格雷芬塔尔（德語：Gräfenthal，發音：[ˈɡʁɛːfn̩ˌtaːl] ⓘ）是德国图林根州萨尔费尔德-鲁多尔施塔特县的城市，面积36.42平方千米，2023年12月31日人口为1,869人。